# أعداد أليف

أليف-0، أو أليف-صفر، أصغر رقم أساسي غير محدود.

في الرياضيات، وعلى وجه الخصوص نظرية المجموعات، تمثل الأليف سلسلة من الأرقام المستخدمة لتمثيل العلاقة (أو الحجم) للمجموعات اللانهائية التي يمكن ترتيبها جيدًا. سميت على اسم الرمز المستخدم للدلالة عليها، الحرف العبري أليف ({\displaystyle \aleph }) (رغم أنه في كتب الرياضيات القديمة، غالبًا ما يتم طباعة الحرف أليف رأسًا على عقب عن طريق الصدفة، جزئيًا بسبب وجود شركة مونوتيب، تم إنشاء مصفوفة للأليف عن طريق الخطأ بطريقة خاطئة).
أصل الأعداد الطبيعية هو ({\displaystyle \aleph _{0}})، والعدد الأكبر التالي أليف-واحد {\displaystyle \aleph _{1}}، ثم {\displaystyle \aleph _{2}} وما إلى ذلك. متابعة بهذه الطريقة، من الممكن تحديد عدد أساسي {\displaystyle \aleph _{\alpha }} لكل عدد ترتيبي α، كما هو موضح أدناه.
يرجع المفهوم والترميز إلى جورج كانتور، الذي حدد مفهوم العلاقة الأساسية وأدرك أن المجموعات اللانهائية يمكن أن يكون لها أصليات مختلفة.
تختلف الأرقام الليفية عن اللانهاية (∞) الشائعة في الجبر وحساب التفاضل والتكامل.